# Tykocin
Tykocin (jiddisch: Tiktin) ist eine Stadt im Powiat Białostocki der Woiwodschaft Podlachien in Polen. Sie ist Sitz der gleichnamigen Stadt-und-Land-Gemeinde mit etwa 6300 Einwohnern und liegt etwa 20 Kilometer westlich von Białystok im Talkessel der Biebrza am Fluss Narew.
Tykocin besitzt einen der am besten erhaltenen historischen Stadtkerne Polens. Vor dem Zweiten Weltkrieg gehörte sie zu den wichtigsten Zentren des polnischen Judentums. Der touristisch beliebte Ort und erhielt unter anderem eine Auszeichnung als Europäisches Storchendorf.

## Geschichte

Karte von Tykocin und Umgebung (um 1790)

Zwischen dem 11. und dem 14. Jahrhundert befand sich in der Nähe eine Burg der Herzöge von Masowien. Infolge des sich entwickelnden Handels zwischen Polen und dem Großfürstentum Litauen schuf man im 14. Jahrhundert neue, kürzere Handelswege. An einem von ihnen, am Narew-Übergang, entstand Tykocin. Herzog Janusz I. Starszy verlieh ihm 1425 die Stadtrechte nach Kulmer Recht. Nach einer vorübergehenden Zugehörigkeit zu Litauen wurde die Stadt 1656 dem Hetman Stefan Czarniecki als Dank für seine Siege gegen die Schweden geschenkt. 1705 gründete in Tykocin König August der Starke den Orden vom Weißen Adler, den ältesten und wichtigsten Orden Polens. Bei der Dritten Teilung Polens 1795 fiel Tykocin an Preußen, 1807 gehörte es zum Herzogtum Warschau und wurde 1815 Teil des russischen Kongresspolens. Im Zuge der sowjetischen Besetzung Ostpolens 1939 marschierte die Rote Armee in Tykocin ein, der nach dem deutschen Überfall auf die Sowjetunion 1941 die deutsche Wehrmacht folgte, die eine Schreckensherrschaft ausübte, der die jüdische Bevölkerung beinahe komplett zum Opfer fiel. Infolge der Kriegsereignisse ging 1950 bis 1993 das Stadtrecht verloren. Von 1975 bis 1998 gehörte Tykocin zur Woiwodschaft Białystok.

## Jüdische Geschichte
Das erste Mal nachgewiesen sind Juden in Tykocin bereits im Jahre 1522, als zehn Familien aus Grodno zur Förderung des Handels angesiedelt wurden. 1576 gewährte der König ein allgemeines Niederlassungsrecht, das 1633 bestätigt wurde. Im Jahre 1800 waren etwa 70 % der Stadtbevölkerung Juden, vor Ausbruch des Zweiten Weltkriegs immer noch etwa 50 %. Nach dem Einmarsch der Deutschen 1941 wurden im Wald nahe dem Ort Łopuchowo die verbliebenen 1400 Juden beim Massaker von Tykocin ermordet.

## Sehenswürdigkeiten

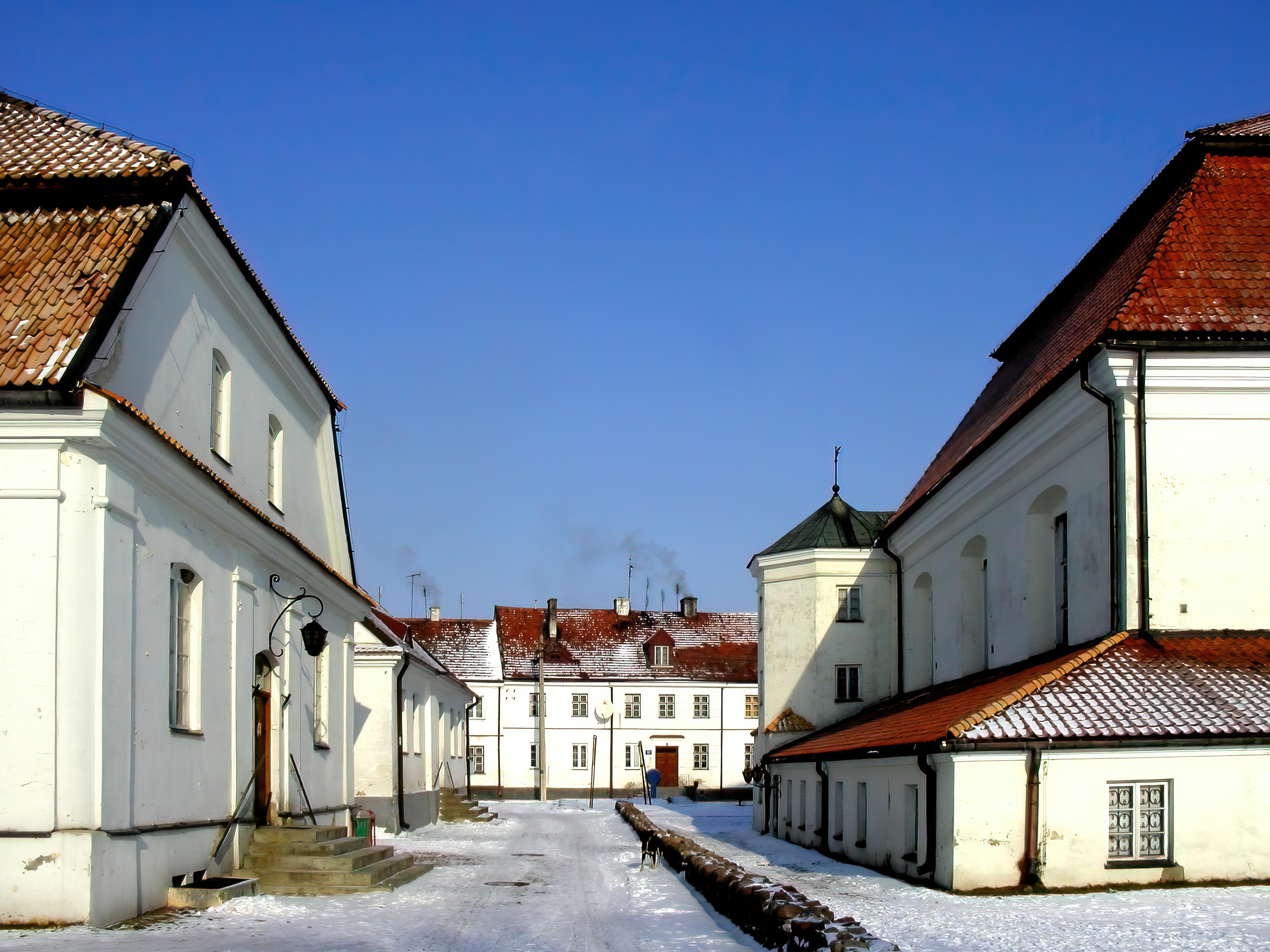
Tykocin, Kleiner Markt

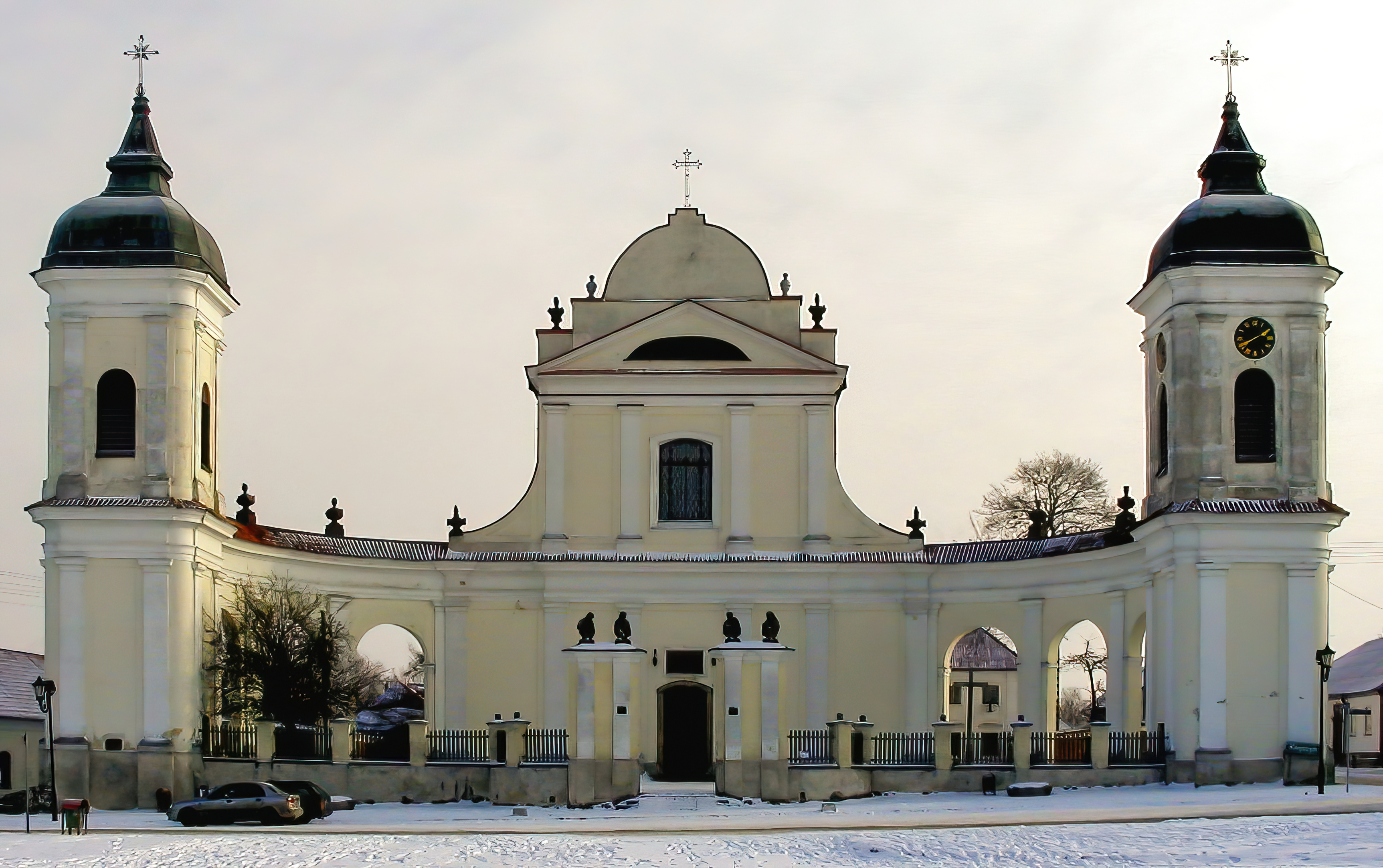
Tykocin, Dreifaltigkeitskirche

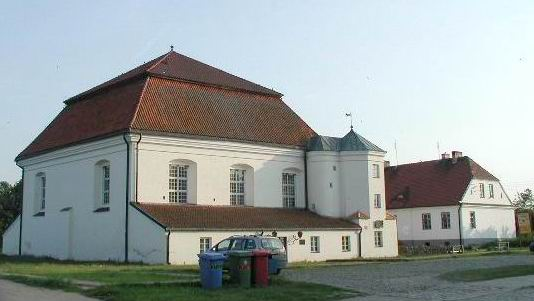
Tykocin, Synagoge

- Dreifaltigkeitskirche und Ensemble des ehemaligen Missionarsklosters (1742–1749)
- Barocker Marktplatz
- Große Synagoge von 1642, heute Museum für jüdische Kultur
- Kleine Synagoge, heute Stadtmuseum
- Talmud-Haus, heute Museum und jüdisches Restaurant
- Kleiner Markt, ehemaliges Zentrum des Judenviertels
- Ehemaliges Spital aus dem Jahre 1755
- Ehemaliges Militärveteranenheim 1634–1638, das älteste Polens
- Komplex des zwischen 1771 und 1790 auf Initiative Jan Klemens Branickis errichteten Bernhardinerklosters
- 2005 teilweise wieder aufgebaute Ruinen des Schlosses König Sigismund Augusts
- Jüdischer Friedhof
- Denkmal für Stefan Czarniecki aus dem Jahre 1763, das wohl älteste weltliche Denkmal Polens

## Gmina
Zur Stadt-und-Land-Gemeinde Tykocin gehören 34 Schulzenämter, die sich über eine Fläche von 207 Quadratkilometern erstrecken.

## Persönlichkeiten
- Jan Klemens Branicki (1689–1771), polnischer Feldherr
- Michał Jankowski (1842–1912), polnisch-russischer Unternehmer, Naturforscher, Insektenkundler und Tierzüchter
- Wacław Łopuszyński (1856–1929), polnischer Lokomotivingenieur
- Chaim Siemiatycki (* 1908), jiddischer Dichter